# صفاشهر
صفاشهر مرکز شهرستان خرم بید استان فارس ایران است. از ادغام و تغییر نام دو شهر دهبید و خرمی، شهر صفاشهر تشکیل شده است.

## تاریخچه
در سال ۱۳۷۰ با مصوبه هیئت وزیران از ادغام شهر خرمی و شهر ده بید و اراضی و نقاط جغرافیایی واقع در حد فاصل آنها با هم تشکیل و تعیین شهر صفاشهر به عنوان مرکز بخش قنقری از توابع شهرستان آباده صورت پذیرفت.
شهر صفاشهر از ادغام دو شهر دهبید و خرمی تشکیل شده است.
فاصله بین این دو ناحیه، قطب اداری شهرستان خرم بید است.
صفاشهر بر سر پنج راهی استراتژیک در مرکز ایران واقع شده است به‌طوریکه این شهر در ۱۷۵ کیلومتری شمال کلانشهر شیراز، ۳۰۰ کیلومتری جنوب کلانشهر اصفهان ، ۲۵۰کیلومتری جنوب شرقی کلانشهر یزد ، ۲۲۰ کیلومتری غرب شهر یاسوج ، و ۴۵۰ کیلومتری شرق شهر کرمان واقع شده است.
ثبت جهانی این شهر به‌عنوان یکی از مسیرهای جاده تاریخی ابریشم (مسیر دهبید به ابرکوه از کوه‌های هنشک) موید این مهم می‌باشد.
صفاشهر دارای آب و هوای سرد و خشک است. بر اساس اعلام سازمان هواشناسی این شهر در اکثر روزهای سال سردترین شهر استان فارس است.
وجود ذخایر معدنی فراوان سنگ مرمریت در محدوده صفاشهر باعث رونق بیش از ۲۰۰ کارخانه سنگ‌بری درمنطقه و در عین حال تخریب منابع طبیعی، مراتع، مناظر طبیعی و کوه‌های این منطقه شده است.
با توجه به آسیبهای زیست‌محیطی فعالیت معادن در منطقه، جلوگیری از تخریب دامنه و قلهٔ زیبای کوه سفید (عروس زاگرس) از خواست‌های جدی و حداقلی ملی، مردمی و دوستداران طبیعت می‌باشد.
صفاشهر دارای چندین اثرِ باستانی می‌باشد، از جمله تل‌خاکی، کاروانسرایی‌قاجاریه‌دهبید، امام زاده شهدا، غار دیو شهید آباد، تل جنگی وتپه‌های تاریخی خرمه، تپه‌های تاریخی مشکان، قصر یعقوب، قلعه قدیمی پرواب خرمی و قلعه ناصر آباد که قدمت هزاران ساله دارند.
از مفاخر اخیر صفاشهر می‌توان به دکتر روئین‌تن فرهمند و دکتر محمود محمدی و دکتر کاوس حسن لی نام برد … از مفاخر قدیم دهبید می‌توان از غلامعلی بامداد و هوشنگ امینی و مرحوم شادمان نام برد

## موقعیت جغرافیایی
صفاشهر در فاصله ۱۷۵ کیلومتری شمال شیراز قرار دارد و از دو ناحیهٔ خرمی و خرمبید تشکیل شده است. ارتفاع آن از سطح دریا حدود ۲۳۰۷ متر است. صفاشهر بلندترین شهر استان فارس است و آن را بام‌فارس می‌نامند. صفاشهر پنجمین شهر مرتفع ایران است.
این شهرستان از شمال به شهرستان ابرکوه و آباده از شرق به شهرستان بوانات و از غرب به شهرستان اقلید متصل است.
فاصله صفاشهر تا اصفهان ۳۰۴، دهبید تا یزد ۲۶۵، و تا یاسوج ۲۲۰ کیلومتر است.
از جمله روستاهای این شهرستان، شوراب، قشلاق، مشکان، دلونظر، قلعه میرزا، انارک، قلعه بامداد، قلعه ناصر آباد، قلعه کوشک، بنگشت، شیرین آباد، دادنجان، قاضیان، دنیچه خیر، شهیدآباد، قصریعقوب، هنشک، کولی کش، بخش مشهد مرغاب و مظفرآباد است. این شهرستان درمحدوده جاده اصلی اصفهان_شیراز قراردارد.

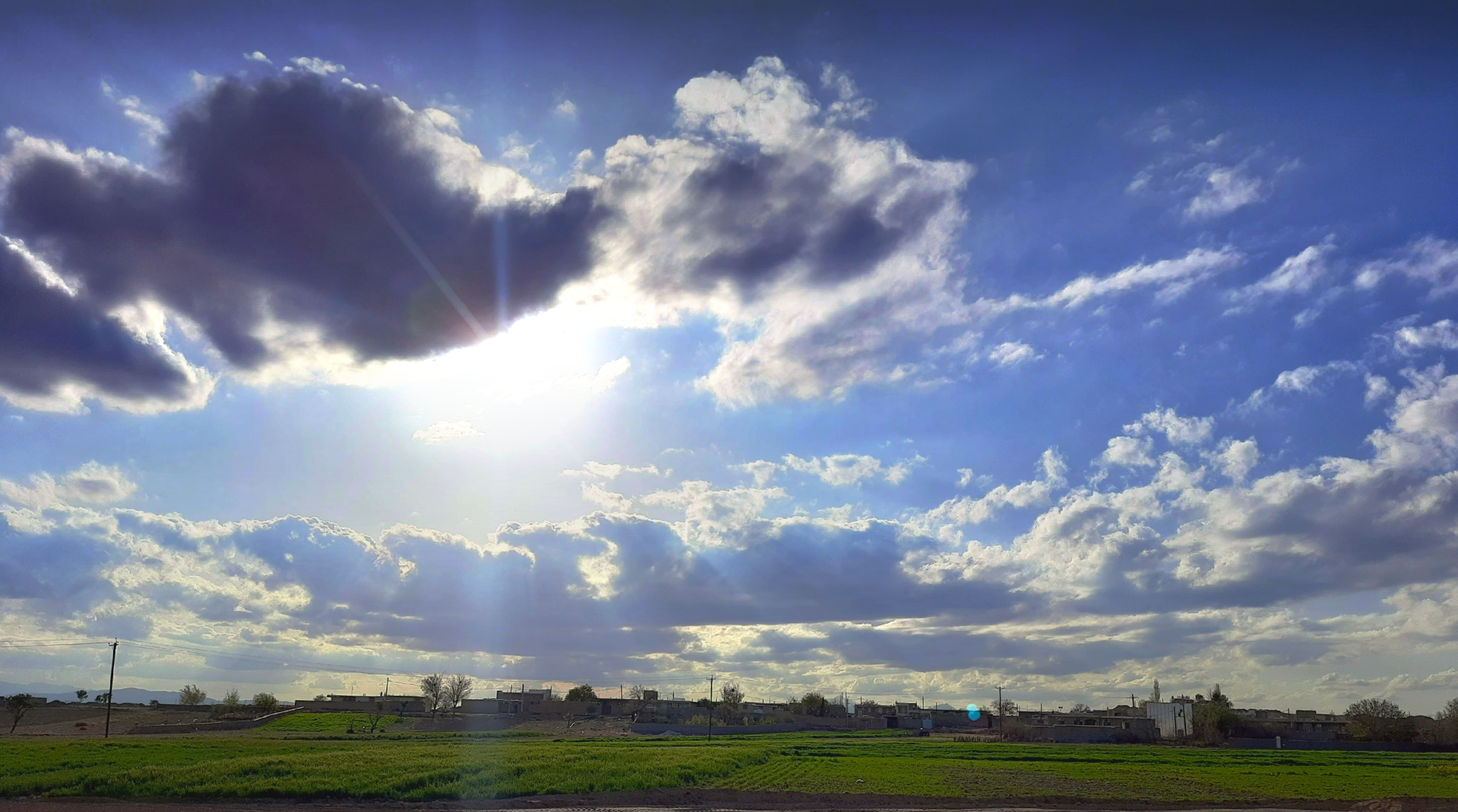
روستای شوراب از توابع صفاشهر

صفاشهر دارای آب و هوای سرد و خشک است. صفاشهر (دارای چند اثرِ باستانی از جمله امامزاده شهداء خرمی، بافت قدیم، ودستکندهای چندین هزارساله خرمی، تل جنگی وتپه‌های تاریخی فرآب و خرمه که قدمت هزاران ساله دارند، تپه‌های تاریخی مشکان-قصر یعقوب، قلعه قدیمی پرواب خرمی و قلعه گرگی می‌باشد. از مفاخر اخیر صفاشهر می‌توان به آخوندملامحمد، حجت الاسلام مهدوی، دکترعلیرضا آبکار (بزرگ‌ترین داروساز خاورمیانه)، دکترمحمدصادق کوشکی و دکترکاووس حسنلی (متولدقنات نو) بسیاری دیگرمیباشند

## جمعیت
بر پایه سرشماری عمومی نفوس و مسکن در سال ۱۳۹۵ جمعیت این شهر ۲۶٬۹۳۳ نفر (۸٬۰۳۶ خانوار) بوده است.
جمعیت این شهرستان بر طبق سرشماری سال ۱۳۹۰، برابر با ۶۵۸۷۰ نفر است، که در ۱۳۵۸۱ خانواده قرار دارند. از این تعداد جمعیت ۳۲۸۷۵ نفر مرد و ۳۳۵۲۳ نفر زن می‌باشند که از این تعداد تعداد۱۱۲۷۹ خانوار، با جمعیت ۵۱۲۳۵ نفر در شهرهای خرمی و قادرآباد و ۲۳۰۲ خانوار با جمعیت ۱۴۳۵۹ نفر در روستاهای شهرستان زندگی می‌کنند. جمعیت شهرستان نسبت به سرشماری سال ۱۳۸۵ تعداد ۴۸۷۱ نفر افزایش داشته است که ناشی از رشد طبیعی جمعیت و مهاجرت از شهرهای هم‌جوار به واسطه شرایط مطلوب اشتغال و خدمات رسانی بهتر می‌باشد. بین سال‌های ۱۳۷۵ تا ۱۳۸۵، ۱۰۸۶۳ نفر (اغلب برای به دست آوردن شغل) به این شهر مهاجرت کرده‌اند.

## معادن و کارخانه‌ها

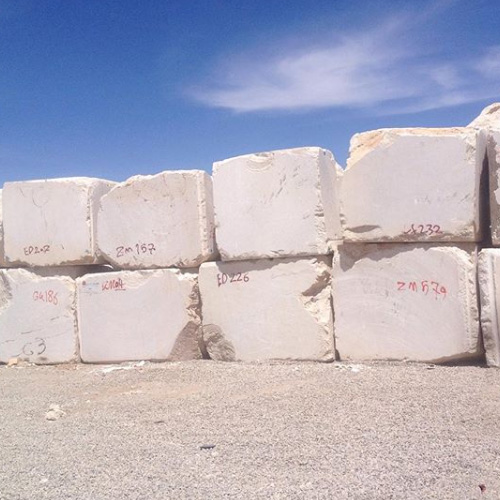
کارخانه سنگ در صفاشهر

دهبید دارای ذخایر معدنی فراوان سنگ مرمریت است که باعث رونق بیش از ۲۰۰ کارخانه سنگ‌بری درمنطقه و در عین حال تخریب منابع طبیعی، مراتع، مناظر طبیعی و کوه‌های این منطقه شده و سنگ این معادن به چین و اروپا صادر می‌شود و مهم‌ترین و مرغوب‌ترین سنگ آن مربوط به معدن چاه مرغی است.
با توجه به آسیب‌های بسیار ناشی از فعالیت معادن در منطقه، جلوگیری از تخریب دامنه و قلهٔ کوه سفید (عروس زاگرس) از خواست‌های مردمی و دوستداران طبیعت می‌باشد.
معادن خاک سیلیس نیز در این شهرستان وجود دارند که برای تولید کاشی و سرامیک بهره‌برداری می‌شوند. همچنین این شهرستان دارای معدن سنگ آهن در روستای هنشک و گردنه کولی کش می‌باشد. از جمله معادن مرمریت می‌توان به معادن حسن‌آباد، ثمین، کره‌ای، انگورک، چاه مرغی، کوه سفید، آشفته، دانشور، شایان و … اشاره کرد.
از کارخانه‌های خرمی می‌توان به کارخانه دالیز، یک ویک، جوراب بافی، ملامین سازی پارس، لوله سازی فاضلاب، پنجره دوجداره بام‌فارس و… اشاره کرد.

## محصولات کشاورزی و دامی
عمده محصولات زراعی شهرستان شامل جو، گندم، حبوبات، گوجه فرنگی، خیار، هندوانه، زعفران، سیب زمینی، چغندرقند، گردو، بادام، انگور، به، آلو و سیب است. دامداری دراین شهرستان رونق دارد؛ شیر، پنیر، کره، ماست، خامه، روغن حیوانی، دوغ و کشک از فراورده‌های دامی این شهرستان است. برخی از مردم صفاشهر به فعالیت‌های صنایع دستی اشتغال دارند. قالی، گبه، گلیم و سنگ‌های تزیینی از محصولات صنایع‌دستی صفاشهر است.

## آثار باستانی

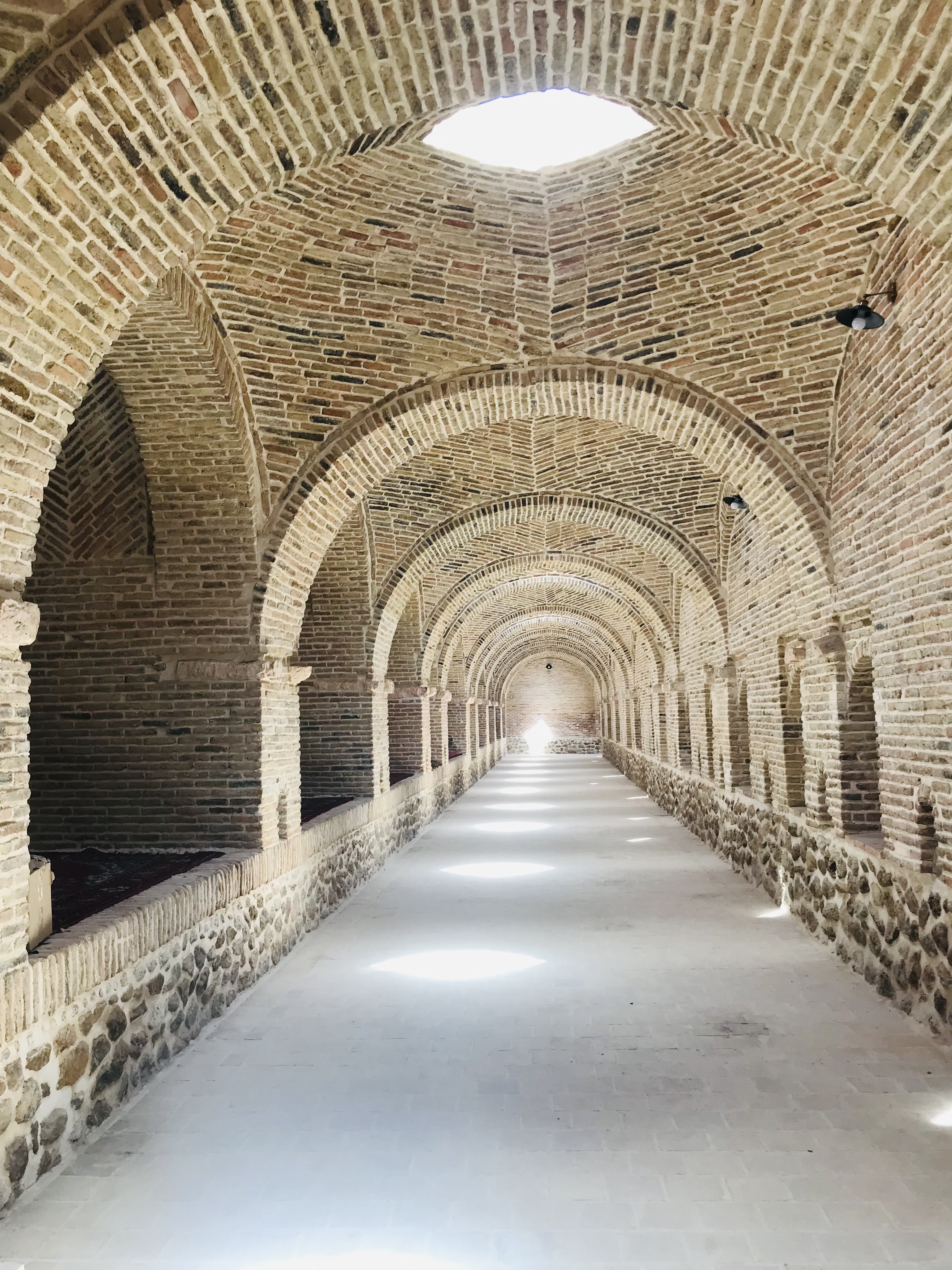
کاروانسرای قاجاریه در صفاشهر

صفاشهر یکی از شهرهای باستانی ایران است که سابقهٔ تمدنی ۳۰۰۰ ساله در آن می‌درخشد ازجمله آثار تاریخی این شهر می‌توان به تل خاکی، چهارطاق ساسانی، کاروانسرای قاجار، تل قلعه قاضیان، کاروانسرای شاه عباس، مسجدجامع خرمی، قلعه و حمام گرگی، امام زاده شهدا، تل جنگی و تپه‌های تاریخی فرآب و خرمه که قدمت هزاران ساله دارند، تپه‌های تاریخی مشکان-قصر یعقوب، قلعه قدیمی پرواب (حسینقلی‌خان) قلعه ناصر آباد و قلعه حسین‌آباد (قلعه گرگی) اشاره کرد.
جشنواره سنتی اومس که همه ساله در تابستان در بافت تاریخی خرمی صفاشهر برگزار می‌شود، یکی از بزرگ‌ترین رویدادهای فرهنگی شمال فارس است.

## تفریحگاه‌ها
از جاهای تفریحی و تفرجگاه‌های شهر صفاشهر (دهبید) می‌توان به قصر یعقوب و خیابان ساحلی و کاریزک و مناطق کوهستانی بکر این شهرستان (نظیر:بیدستان، باغ‌های گرگی، باغ‌های ملک‌آباد ،قصر یعقوب، کوه عزمت، کوه چنارو، کوه امری، کوه قارون. قلعه گرگی، غار دیو از دورهٔ ساسانیان، کاروانسرای شهید آباد، چشمه بناب، چشمه گردآب و تپه‌های باستانی خرمه، قلعه قدیمی بامدادخان، خرسال، جنگل‌های بنه و پسته کوهی و…) و پارک سعدی و حافظ و پارک کوهستانی قادر آباد وقنات شرف‌آباد اشاره کرد.